# Gruda (Konavle)
Gruda falu Horvátországban, Dubrovnik-Neretva megyében. Közigazgatásilag Konavle községhez tartozik.

## Fekvése
A Dubrovnik városától légvonalban 27, közúton 30 km-re délkeletre, községközpontjától légvonalban 14, közúton 16 km-re délkeletre, a Konavlei mező szegélyén, az Adria-parti főút mentén, a Sniježnica-hegység részét képező 1234 méter magas Ilijin-hegy lábánál fekszik. Főbb településrészei Gruda, Bačev Do (nyugaton) és Tušići (keleten). Közelében ered a Konavlei mező két vízfolyása a Ljuta és a Konavočica.

## Története
Első ismert lakói az illírek voltak, akik magaslatokon épített erődített településeken éltek és kőből rakott halomsírokba temetkeztek. Erődített településük maradványai megtalálható Dubrava határában is a Gradine és Janić grad nevű magaslatokon. Halomsírjaik maradványai is megtalálhatók a település területén a Gomile, Gomilica és Močića gomila nevű helyeken. A rómaiak az i. e. 2. században győzték le az illíreket és Epidaurum központtal e területet is a birodalomhoz csatolták. A római hatalmat a népvándorlás vihara rengette meg. A Nyugatrómai Birodalom bukása után a keleti gótok özönlötték el a térséget, őket 537-től 1205-ig kisebb megszakításokkal a bizánciak követték. A 7. században avarok és a kíséretükben érkezett szlávok, a mai horvátok ősei árasztották el a területet. A várakat lerombolták és az ellenálló lakosságot leöldösték. Így semmisült meg a mindaddig fennálló Epidaurum. A túlélő lakosság előbb az északnyugatra fekvő Župára, majd Raguzába menekült. 
A település a középkorban is folyamatosan lakott volt. Területe kezdetben Travunja része volt, mely Dél-Dalmácián kívül magában foglalta a mai Hercegovina keleti részét és Montenegró kis részét is. Travunja sokáig a szerb, a zétai és bosnyák uralkodók függőségébe tartozó terület volt. A Raguzai Köztársaság Konavle keleti részével együtt 1419-ben vásárolta meg bosnyák urától Sandalj Hranićtól. Plébániáját 1450-ben alapították, ekkor építették a Szentháromság plébániatemplomot is. Azelőtt csak Cavtaton és Pločicén volt plébánia Konavle területén. A grudai plébánia kezdetben magában foglalta a mai dubravkai plébánia területének nagyobb részét is, az egész pridvorjei plébániát, valamint a čilipi plébánia egy részét. 
Az 1806-ban a Konavléra rátörő orosz és montenegrói sereg a település házait is kifosztotta, közülük sokat fel is gyújtottak. A köztársaság bukása után 1808-ban Dalmáciával együtt ez a térség is a köztársaságot legyőző franciák uralma alá került, de Napóleon bukása után 1815-ben a berlini kongresszus Dalmáciával együtt a Habsburgoknak ítélte. 1857-ben 435, 1910-ben 612 lakosa volt. 1901 és 1968 között vasútvonal haladt át rajta, de megszüntették. 1918-ban az új szerb-horvát-szlovén állam, majd később Jugoszlávia része lett. 1936 és 1962 között határában repülőtér üzemelt, mely Dubrovnikot több Európai nagyvárossal összekötötte. A délszláv háború idején 1991 októberében a jugoszláv hadsereg, valamint szerb és montenegrói szabadcsapatok foglalták el a települést, melyet kifosztottak és felégettek. A lakosság nagy része a jól védhető Dubrovnikba menekült és csak 1992 októberének végén térhetett vissza. A háború után rögtön megindult az újjáépítés. A településnek 2011-ben 741 lakosa volt. Lakói főként mezőgazdasággal foglalkoztak. 

## Népesség
| Lakosság változása | Lakosság változása | Lakosság változása | Lakosság változása | Lakosság változása | Lakosság változása | Lakosság változása | Lakosság változása | Lakosság változása | Lakosság változása | Lakosság változása | Lakosság változása | Lakosság változása | Lakosság változása | Lakosság változása | Lakosság változása | Lakosság változása |
| ------------------ | ------------------ | ------------------ | ------------------ | ------------------ | ------------------ | ------------------ | ------------------ | ------------------ | ------------------ | ------------------ | ------------------ | ------------------ | ------------------ | ------------------ | ------------------ | ------------------ |
| 1857               | 1869               | 1880               | 1890               | 1900               | 1910               | 1921               | 1931               | 1948               | 1953               | 1961               | 1971               | 1981               | 1991               | 2001               | 2011               | 2021               |
| 435                | 488                | 518                | 531                | 589                | 612                | 657                | 718                | 696                | 726                | 833                | 814                | 856                | 892                | 753                | 741                | 860                |

## Nevezetességei
- A Szentháromság plébániatemplom a 15. században épült. 1831-ben átépítették, mely után 1835. június 8-án felszentelték. 1894-ben újra átépítették. 1993. szeptember 1-jén egy villámcsapástól kigyulladt és leégett. 1994-ben újjáépítették, utoljára 2005-ben renoválták.
- A Szent Megváltó templom a régi iskola közelében áll. A 15. században építették. Romos állapotából 1887-ben építették újjá. 1960-ban Mičić plébános újra átépíttette. Krisztus mennybemenetelét ábrázoló oltárképét Antun Žegura festette. A háborúban megsérült, majd 1997-ben a közeli iskola motellá történő átépítésekor is károkat szenvedett.
- A tušići Angyali Üdvözlet templomot 1974 és 1979 között építették. 1979-ben szentelte fe Severin Pernek püspök.
- A gornji radovčići temetőben álló Szent Lukács kápolna késő barokk stílusban épült, 1998-ban felújították.
- A bačevdoli temetőben álló Keresztelő Szent János kápolna a 15. században épült. Középkori temető övezi. 1857-ben átépítették, ez alkalommal előcsarnokkal bővítették. 1964-ben az előcsarnokot beépítették. Utolsó felújítása 1998-ban volt.
- Jarić grad ókori illír várának maradványai.
- Ókori vármaradványok a Gradine nevű magaslaton.
- Ókori halomsírok a Gomile, Gomilica és Močića gomila nevű helyeken.

## Gazdaság
A település gazdaságának alapja a mezőgazdaság. Régen a mezőgazdasági termékek feldolgozása jobbára házi szükségletre történt. Szinte minden házhoz tartozott valamennyi szőlő és olajfaültetvény. Ma Gruda Konavle egyik gazdasági központja, melyet elsősorban központi fekvésének köszönhet. A múlthoz hasonlóan ma is a szőlő és a bortermelés az egyik fő tevékenység. Borászati üzeme a délszláv háborúban elpusztult, de mára újra a háború előtti módon üzemel. 

## Sport
- HNK Slaven Gruda labdarúgóklub
- BK Slaven Gruda bocsaklub
- Minden nyárom amatőr lábtenisz bajnokságot rendeznek.
- A településen kosárlabda iskola is működik.